# Heinz Lorenz
Heinz Lorenz, född 7 augusti 1913 i Schwerin, död 23 november 1985 i Düsseldorf, var stenograf och Adolf Hitlers pressekreterare. 
Lorenz som hade studerat juridik och nationalekonomi var först presstenograf och sedan redaktör vid Tyska telegrafbyrån. Han blev 1936 ansvarig för utrikespolitiska rapporter hos riks- presschefen Otto Dietrich och 1942 huvudredaktör vid Tyska nyhetsbyrån. Han var i andra världskrigets slutskede verksam i Führerhögkvarteret och lämnade detta den 29 april 1945 för att överbringa Hitlers politiska testamente till Karl Dönitz i Schleswig-Holstein.
Lorenz arresterades i maj 1945 av brittisk militär och blev frigiven 1947 samt var därefter verksam som journalist.